# Анджела из Фолиньо

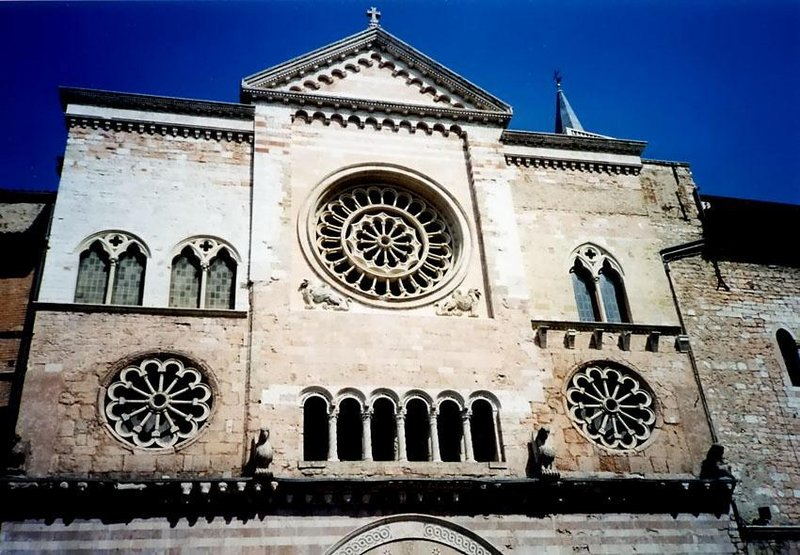
Фолиньо, собор Сан Феличано

Анджела из Фолиньо (итал. Angela da Foligno, 1248 год, Фолиньо, Перуджа — 4 января 1309 год, там же) — итальянская монахиня-францисканка, мистическая писательница.

## Биография
Родилась в обеспеченной и, возможно, знатной семье. Вышла замуж двадцатилетней, родила нескольких детей. Во время исповеди, в сознании своих неискупимых грехов, имела видение святого Франциска. После этого вступила на путь покаяния. В 1291 году была принята в третий орден францисканцев.

## Труды
Книга её видений под названием «Книга Анджелы да Фолиньо» была записана на латыни её духовником братом Арнальдо, состоит из 70 глав и является одним из выразительнейших памятников католической мистики. Это рассказ про жизнь и опыт, главным образом интимный, общения с Иисусом Христом. Согласно Анджеле, основой мистической религиозности была любовь к Христу. Созерцая земную жизнь Христа и Его страдания, человек учится Его любить и Его наследовать и, таким образом, приходит к любовному восприятию Христа-человека, страдавшего за людей, который в то же самое время является Богом, могущественным спасителем грешников.
На русский язык книгу перевёл Лев Карсавин.

## Книга «Откровения блаженной Анджелы»
Духовник Анджелы сложил её видения и поучения, которые записывал в течение её жизни, в одну книгу. При переводах их порядок могли менять, единственного правильного порядка не существует. Анджела поощряла людей молиться и всматриваться в жизнь Иисуса Христа. Цитаты из книги:
О молитве
Молитвой и в молитве обретают Бога. И молитва бывает троякою, вне которой не обретают Бога. Бывает молитва телесная (словесная), духовная и сверсущая. Телесная всегда бывает со звуком слов и телесными движениями, как то преклонениями и другими поклонами. И я никогда не оставляю этой молитвы, так как иногда когда я желала упражнять себя в духовной, обманывалась я и одолевала меня леность или сон и так утрачивала я ее, и поэтому упражняю я себя в телесной молитве.
О земной жизни Иисуса Христа
Итак, знай, что эта книга жизни есть не что иное как Христос, Сын Божий, Слово и Мудрость Отца, Который явился так, чтобы образовать нас Своею жизнью, смертью, учением. Надлежит посмотреть какова была эта жизнь, которую Он свершил в смертном теле. Ибо жизнь Его пример и образец для всякого желающего спастись.
О бедности и терпении
Ведь если бы могли мы обладать царством Его через посредство золота, серебра, драгоценных камней и богатств, мужества, мудрости и силы, не могло бы принадлежать Царство Небесное всем, так как не у всех есть это. Ему же угодно было чтобы достигали мы Царства Его тем, чем легко и во всякое время могут обладать люди и чем можем мы преизобиловать. Ведь нет никого, кто бы не смог, если захочет, стать бедным ради Христа, кто не мог бы трудиться или хоть сердцем переносить покаяние и презрение, ибо никто не может окончить земной жизни без чего-нибудь из этого.
О страдании
Несчастные мы и воистину жалкие! Не только не заботимся о страданиях и земных казнях, которые суть средства и лекарства против грехов, но даже отвергаем предложенные нам мудрейшим Врачом... Ибо Небесный Врач лучше, чем сам немощный и несмышлёный человек, знает, каких страданий и неприятностей искать для очищения, наставления и совершенствования души.

## Прославление
Беатифицирована в 11 июля 1701 года папой Климентом XI. 9 октября 2013 года папа Франциск причислил Анджелу из Фолиньо к лику святых.
День памяти — 4 января.

## Издания
- Il libro della Beata Angela da Foligno: edizione critica. Grottaferrata: Editiones Collegii S. Bonaventurae ad Claras Quas, 1985
- Откровения Блаженной Анджелы. Томск: Водолей, 1997